# Караваевы
 Караваевы — деревня в Кировской области. Входит в состав муниципального образования «Город Киров»

## География
Расположена на расстоянии примерно 12 км по прямой на запад-северо-запад от железнодорожного вокзала станции Киров.

## История
Известна с 1678 года как починок  на Кучкове с 2 дворами, в 1764 29 жителей, в 1802 8 дворов. В 1873 году здесь (Починок на Кучкове или Короваевы) дворов 7 и жителей 66, в 1905 (деревня Что был починок на Кучкове или Короваевы) 15 и 100, в 1926 (Караваевы или Кускин) 24 и 109, в 1950 (Караваевы) 15 и 70, в 1989 11 жителей. Административно подчиняется Октябрьскому району города Киров.

## Население
Постоянное население составляло 8 человек (русские 100%) в 2002 году, 1 в 2010.